# 15723 Girraween
15723 Girraween è un asteroide della fascia principale. Scoperto nel 1990, presenta un'orbita caratterizzata da un semiasse maggiore pari a 2,2738399 UA e da un'eccentricità di 0,1326427, inclinata di 1,42883° rispetto all'eclittica.